# 2707 Ueferji
2707 Ueferji је астероид главног астероидног појаса. Приближан пречник астероида је 26,47 ,
а средња удаљеност астероида од Сунца износи 3,195 астрономских јединица (АЈ).
Инклинација (нагиб) орбите у односу на раван еклиптике је 2,672 степени, а орбитални период износи 2086,573 дана (5,712 година). Ексцентрицитет орбите астероида износи 0,129.
Апсолутна магнитуда астероида износи 11,60 а геометријски албедо 0,057.
Астероид је откривен 28. августа 1981. године.